# Plectroninia hindei
Plectroninia hindei är en svampdjursart som beskrevs av James Barrie Kirkpatrick 1900. Plectroninia hindei ingår i släktet Plectroninia och familjen Minchinellidae.
Artens utbredningsområde är havet kring Tuvalu. Utöver nominatformen finns också underarten P. h. mediterranea.